# 刘翰徵
刘翰徵，贵州人，清朝政治人物。
康熙五十六年，接替王元卿任福建永安县知县一职，1718年由丁溶接任。